# McLaren MP4-23
McLaren MP4-23  je vůz Formule 1 stáje Vodafone McLaren Mercedes, který se účastní mistrovství světa v roce 2008.

## McLaren
- Model: McLaren MP4-23
- Rok výroby: 2008
- Země původu: Velká Británie
- Konstruktér: Paddy Lowe, Neil Oatley, Tim Goss, Doug McKiernan
- Debut v F1: Grand Prix Austrálie 2008

## Popis
Vývoj vozu MP4-23 byl zahájen dřív než model MP4-22, monopost z roku 2007, vyjel na trať. První schůzka o designu MP4-23 se uskutečnila v listopadu 2006, první práce začaly v březnu 2007. Práce v aerodynamickém tunelu začaly ke konci května 2007. Vývoj MP4-23 v aerodynamickém tunelu trval více než 3000 hodin. První model šasi MP4-23 byl připraveno v listopadu 2007. Hamiltonovi, de la Rosovi a Paffettovi byly připraveny sedačky v listopadu 2007, Kovalainenovi krátce poté, co byl oznámen jako druhý pilot McLarenu. Stavba šasi č. 1 započala na začátku prosince 2007 a byla dokončena na začátku ledna 2008. Do celého vývojového procesu se zapojilo 150 inženýrů. MP4-23 je evolucí MP4-22, proto se na první pohled od svého předchůdce příliš neliší, přesto je však většina jeho součástek nová.
McLaren MP4-23 je vylepšený zejména z hlediska aerodynamiky, vůz by měl být rychlejší zejména při výjezdu z pomalejších zatáček a je navržen s ohledem na charakteristiku pneumatik Bridgestone Potenza, k nimž by měl být mnohem šetrnější než předchůdce. Výrazně přepracovaná bočnicová část by měla jezdcům poskytnout větší oporu při jízdě za jiným monopostem. Dalším faktem, který zasáhl do vývoje vozu je zákaz elektronických pomocníků (kontrola trakce, brzdění motorem,...). Monopost tedy sám o sobě musí poskytovat jezdcům dostatek stability a je nutné aby se choval klidně zejména v pomalých úsecích, ve kterých může být ztráta TC osudná. Vylepšení v rámcích pravidel též doznal motor Mercedes, který byl s pomocí ECU a samotného šasi maximalizován nejen pro zvýšení efektivnosti v prvních metrech závodu - tedy zejména samotné startovní rychlosti - ale též byl upraven pro vyšší rychlost na rovince. Zároveň monopost splňuje bezpečností požadavky FIA ohledně zvýšení ochrany v okolí hlavy jezdce.
Jedinou limitou se tak stala od letošní jednotky standardizovaná elektronická jednotka, kterou dodává ve spolupráci s Microsoftem McLaren Electronic System. Přestože se nijak výrazně neliší od jednotky používané v loňské sezóně, musela být vzhledem k minimalizaci výhody před ostatními týmy změněna podle instrukcí Mezinárodní automobilové asociace. Podobně důležitým se stalo i pozastavení vývoje ve třech oblastech (zrychlené řazení rychlosti, zrychlené tankování, plnění pneumatik plynem), které si vyžádala špionáž v týmu Scuderia Ferrari.
V listopadu 2007 též začaly práce na voze pro rok 2009, neboť příprava na radikální změny pravidel se může stát klíčovou výhodou. Projekt KERS (systém pro rekuperaci kinetické energie) začal již před rokem.
Nový monopost dostanou do rukou dva nejúspěšnější nováčci uplynulé sezóny, Lewis Hamilton a Heikki Kovalainen, který přišel jako náhrada za Fernanda Alonsa z Renaultu. Přestože se jedná o nejméně zkušenou startovní dvojici v poli, doufá stájový management, že se podaří navázat na úspěšné sezóny 1988, 2008 a vybojovat krom titulu jezdců i pohár konstruktérů, který naposledy získal právě před deseti lety. Pomoci by k tomu měl jak nový monopost, tak zejména i soudržnost týmu a mladistvá dravost.

## Změny na voze

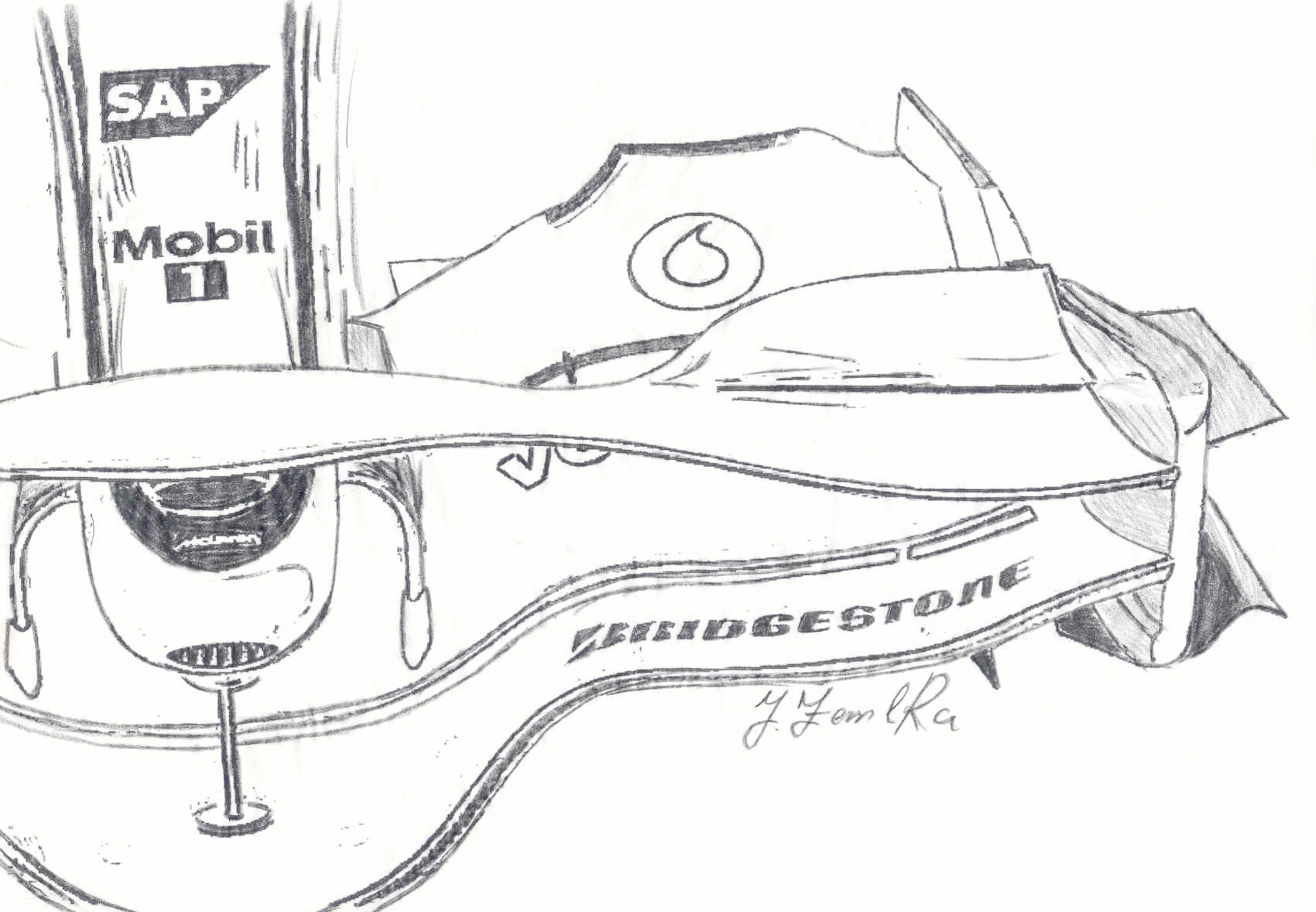
Detail předního křídla, změna pro GP Austrálie

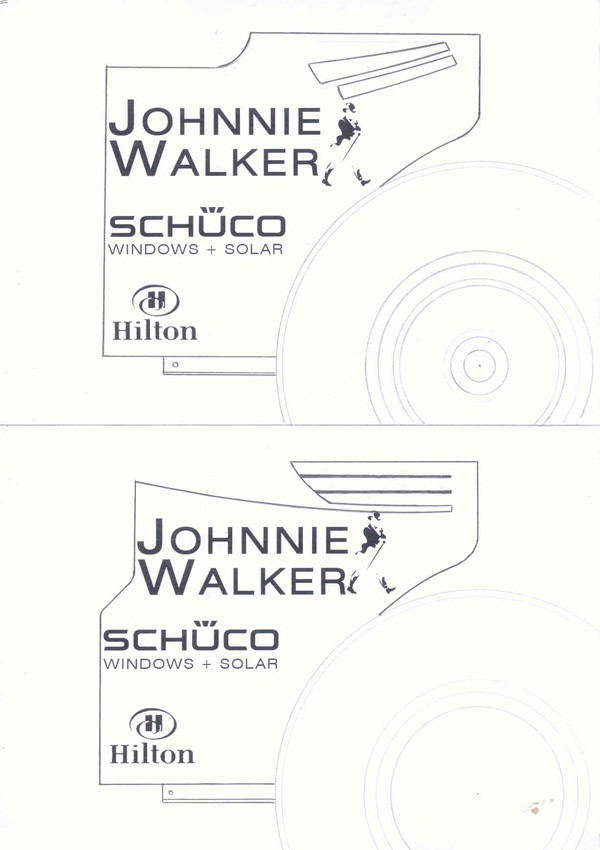
Porovnání verze bočnice zadního křídla při prezentaci(horní) a při GP Austrálie (spodní).

### Austrálie
Při Grand Prix Austrálie, představil tým McLaren přepracované přední přítlačné křídlo. Jedná se o malou, ale poměrně zajímavou změnu, která se vztahuje k vnějším koncům přemosťovacího křídla. Tyto konce byly rozšířeny a zhruba uprostřed je dlouhá štěrbina, pomocí níž se vytváří druh sacího účinku.
McLaren do Austrálie přivezl i pozměněný zadní spoiler. Změna se dotkla především jeho bočnic, které měly nezvykle hluboký výkus a poměrně slabé přichycení horního plátu přítlačné plochy. Toto řešení je velice podobné tomu, které před dvěma lety představil Renault. U vozu MP4-23 je právě horní plát oddělen od spodního pevného plátu tímto hlubokým zářezem, toto řešení poskytuje čistší odvod proudícího vzduchu mezi oběma pláty.

## Výsledky v sezoně 2008
| Legenda k tabulce | Legenda k tabulce                                                                       |
| Barva             | Výsledek                                                                                |
| ----------------- | --------------------------------------------------------------------------------------- |
| Zlatá             | Vítěz                                                                                   |
| Stříbrná          | 2. místo                                                                                |
| Bronzová          | 3. místo                                                                                |
| Zelená            | Bodované umístění                                                                       |
| Modrá             | Nebodované umístění                                                                     |
| Modrá             | Dokončil neklasifikován (NC)                                                            |
| Fialová           | Odstoupil (Ret)                                                                         |
| Červená           | Nekvalifikoval se (DNQ)                                                                 |
| Červená           | Nepředkvalifikoval se (DNPQ)                                                            |
| Černá             | Diskvalifikován (DSQ)                                                                   |
| Bílá              | Nestartoval (DNS)                                                                       |
| Bílá              | Závod zrušen (C)                                                                        |
| Světle modrá      | Pouze trénoval (PO)                                                                     |
| Světle modrá      | Páteční testovací jezdec (TD)                                                           |
| Bez barvy         | Netrénoval (DNP)                                                                        |
| Bez barvy         | Vyřazen (EX)                                                                            |
| Bez barvy         | Nepřijel (DNA)                                                                          |
| Bez barvy         | Odvolal účast (WD)                                                                      |
| Bez barvy         | Nezúčastnil se (prázdné)                                                                |
| Označení          | Význam                                                                                  |
| Tučnost           | Pole position                                                                           |
| Kurzíva           | Nejrychlejší kolo                                                                       |
| †                 | Jezdec nedojel do cíle, ale byl klasifikován, protože odjel více než 90 % délky závodu. |
| ‡                 | Byl udělován poloviční počet bodů, protože bylo odjeto méně než 75 % délky závodu.      |
| Horní index       | Umístění bodujících jezdců ve sprintu                                                   |

| Rok  | Šasi           | Motor                   | Pneu | No. | Jezdci     | 1   | 2   | 3   | 4   | 5   | 6   | 7   | 8   | 9   | 10  | 11  | 12  | 13  | 14  | 15  | 16  | 17  | 18  | Body | Umístění |
| ---- | -------------- | ----------------------- | ---- | --- | ---------- | --- | --- | --- | --- | --- | --- | --- | --- | --- | --- | --- | --- | --- | --- | --- | --- | --- | --- | ---- | -------- |
| 2008 | McLaren MP4-23 | Mercedes FO 108V 2.4 V8 | B    |     |            | AUS | MAL | BHR | ESP | TUR | MON | CAN | FRA | GBR | GER | HUN | EUR | BEL | ITA | SIN | JPN | CHN | BRA | 151  | 2.       |
| 2008 | McLaren MP4-23 | Mercedes FO 108V 2.4 V8 | B    | 22  | Hamilton   | 1   | 5   | 13  | 3   | 2   | 1   | Ret | 10  | 1   | 1   | 5   | 2   | 3   | 7   | 3   | 12  | 1   | 5   | 151  | 2.       |
| 2008 | McLaren MP4-23 | Mercedes FO 108V 2.4 V8 | B    | 23  | Kovalainen | 5   | 3   | 5   | Ret | 12  | 8   | 9   | 4   | 5   | 5   | 1   | 4   | 10  | 2   | 10  | Ret | Ret | 7   | 151  | 2.       |